# Élection présidentielle béninoise de 2006
L'élection présidentielle béninoise de 2006 a pour objectif d'élire le successeur de Mathieu Kérékou, qui a dépassé la limite d'âge fixée à 70 ans par la Constitution pour se présenter.
26 candidats se présentent au 1er tour du scrutin, le dimanche 5 mars 2006. Un second tour aura lieu le 19 mars si aucun candidat n'atteint la majorité au premier tour. Le président sortant a mis en doute la transparence de ces quatrièmes élections libres au Bénin, pays réputé pour son climat politique apaisé. La Constitution interdit aux deux anciens présidents Nicéphore Soglo et Mathieu Kérékou de se représenter. Le scrutin concerne 4 millions de 7,5 millions d'habitants du pays.

## Premier tour

### Description
C'est le quatrième scrutin présidentiel depuis l'avènement de la démocratie et du multipartisme en 1990, mais le premier depuis les années 1970 sans le chef de l'État sortant Mathieu Kérékou et son grand rival Nicéphore Soglo. Les deux hommes, respectivement âgés de 73 et 72 ans, ont en effet dépassé la limite d'âge fixée à 70 ans par la Constitution pour se présenter. Le départ de ces dirigeants qui avaient à tour de rôle occupé la législature suprême rend le scrutin "assez ouvert", selon beaucoup d'observateurs. Cela explique le nombre élevé de candidats.
Ce scrutin marque donc un tournant. Sur le terrain, la campagne lancée le 17 février a pris fin le 3 mars.

## Candidats
Parmi les favoris :
- Bruno Amoussou, Parti social démocrate (PSD)
- Yayi Boni, candidat indépendant
- Adrien Houngbédji, Parti pour un renouveau démocratique (PRD)
- Lehadi Vinagnon Soglo, fils de l'ancien président

Les autres candidats :
- Ibrahima Idrissou, né vers 1960 à Tchaurou ; directeur de société, président du RUND (Rassemblement pour l’Unité Nationale et la Démocratie)
- Luc Constant Marie Gnacadja, né le  19 octobre 1949 à Porto-Novo. Architecte, ancien ministre de l’Environnement, de l’Habitat et de l’Urbanisme, candidat du mouvement l’Envol.
- Léandre Kouessan Djagoué, journaliste, né le  10 janvier 1947 à Agoué, président du Rdl-Hêbiosso, 4e candidature
- Zul Kifl Salami, né le 25 février 1946, Docteur en Économie et précédemment en service à la Banque islamique de Développement, nommé en février 2005 ministre d’État chargé de la Planification et du Développement
- Lionel Agbo, né le 14 août 1950 à Allada, avocat, candidat aux élections présidentielles de 1996 et 2001 ; président du Congrès Africain des Démocrates (CAD).
- Richard Adjaho, inspecteur général des finances, ancien adjoint au Maire de Cotonou, ancien ministre de la Sécurité du Président Soglo, puis ambassadeur du Bénin à Paris.
- Marcel D. Gbaguidi, né  le  31 mars 1962 à Cotonou, économiste et comptable, réside en France, candidat  indépendant.
- Célestine Zanou, agroéconomiste, chercheur  consultante, née le 6 avril 1960 à Ouèssè, ancienne directrice de cabinet du président Kérékou jusqu'en 2001, candidate indépendante.
- Gatien Houngbédji, né le 18 décembre 1949 à Cotonou. Administrateur de société, ministre du Commerce, de l’artisanat et du tourisme d’avril 1996 à mai 1998, président de l’UDES (Union pour la Démocratie et la Solidarité).
- Soulé Dankoro, né en 1943 à Niaro dans la commune de Sinendé, médecin, colonel à la retraite, président du Parti Démocratique du Bénin (PDB), plusieurs fois ministre pendant la période révolutionnaire.
- Adolphe Djimon Hodonou, professeur de lettres retraité, né le 6 janvier 1940 à Porto-Novo, candidat indépendant.
- Antoine Dayori, juriste, né le 2 août 1960 à Tanguiéta, directeur commercial puis directeur général de la Sonapra, actuel ministre de la Culture, de l’Artisanat et du Tourisme, c’est sa première participation à l’élection présidentielle sous la bannière du parti Force Espoir.
- Rafiou Toukourou, né  le  27 août 1947, industriel, président du Conseil économique et social. Président d’honneur du Prd-Nouvelle Génération, il se présente en tant que candidat indépendant.
- Richard Mahougnon Sènou, expert financier, fonctionnaire pendant vingt ans de la Banque mondiale.
- Lazare Maurice Sèhouéto, sociologue, est le plus jeune des 26 candidats (42 ans), député puis Ministre de l’Industrie du Commerce et de la Promotion de l’Emploi, et Ministre de l’Agriculture, de l’Élevage et de la Pêche, candidat du Mouvement pour une Alternance du Peuple (MAP)
- Daniel Tawéma, âgé de 59 ans, administrateur civil, député à l’Assemblé nationale et Ministre de l’Intérieur de 1998 à février 2005, secrétaire Général du Fard-Alafia.
- Fassassi Kamarou, âgé de 58 ans, actuel Ministre des Mines, de l’Énergie et de l’Hydraulique, ancien ministre des Travaux Publics et des Transports, candidat du Prd-Nouvelle Génération.
- Janvier Yahouédéhou, né en janvier 1962 à Ouinfa, Ingénieur informaticien, PDG du groupe Master Soft et promoteur de Radio Planète, candidat indépendant.
- Antoine Kolawolé Idji, né en 1944 à Ilikimou dans la Commune de Kétou, diplomate de formation, ancien ministre des Affaires Étrangères, régulièrement élu député depuis 1991. Actuel président de l’Assemblée nationale, candidat du Mouvement africain pour la Démocratie et le Progrès (MADEP).
- Boni Yayi, âgé de 54 ans, ancien fonctionnaire de la BCEAO a été chargé de mission du président  de la République aux Affaires monétaires et bancaires et en même temps membre de la Cellule macro-économique de la Présidence de la République, ancien président de la Banque Ouest africaine de Développement.
- Marie-Elise Gbèdo, ministre du Commerce, de l’Artisanat et du Commerce entre 1998 et 1999, fut la première femme candidate en 2001, née le 29 novembre 1954 à Mankono en Côte d’Ivoire, avocate, candidate du mouvement indépendant dénommé « Hwénoussou ».
- Galiou Daouda Soglo, banquier de  formation, député, directeur de société, né le 4 novembre 1961 à Paris, second fils de l’ancien président de la République Nicéphore Soglo.
- Séverin Adjovi, âgé de 55 ans, diplômé d’Études supérieur de Commerce et de la Distribution de l’Institut du commerce International de Toulouse et de l’École supérieure en Organisation et Gestion des Entreprises de Paris. Ancien député, il a occupé de 1996 à 2001 successivement les postes de ministre de la défense nationale, ministre de la Communication et ministre Commerce de l’Artisanat et du Tourisme; président du Rdl-Vivoten.

Il faut recueillir la majorité absolue (50 % plus un) des suffrages exprimés pour être élu au premier tour. Si aucun candidat ne remplit cette condition, un second tour est organisé sous 15 jours à compter de la date de proclamation des résultats du premier tour. 
Les bureaux seront ouverts de 7h à 16h (06H GMT-15H GMT). Près de quatre des sept millions d'habitants du Bénin se sont inscrits sur les listes, selon la commission électorale nationale autonome.

### Résultats
| Candidats                | Candidats                | Partis                   | Premier tour | Premier tour | Second tour | Second tour |
| Candidats                | Candidats                | Partis                   | Voix         | %            | Voix        | %           |
| ------------------------ | ------------------------ | ------------------------ | ------------ | ------------ | ----------- | ----------- |
|                          | Thomas Boni Yayi         | FCBE                     | 1 074 308    | 35,78        | 1 979 305   | 74,60       |
|                          | Adrien Houngbédji        | UN                       | 727 239      | 24,22        | 673 937     | 24,40       |
|                          | Bruno Amoussou           | PSD                      | 489 122      | 16,29        |             |             |
|                          | Léhady Soglo             | RB                       | 253 478      | 8,44         |             |             |
|                          | Antoine Idji Kolawolé    | MADEP                    | 97 595       | 3,25         |             |             |
|                          | Lazare Maurice Sehoueto  | MAP                      | 61 195       | 2,04         |             |             |
|                          | Sévérin Adjovi           | RDL                      | 53 304       | 1,78         |             |             |
|                          | Antoine Dayori           | FE                       | 37 436       | 1,25         |             |             |
|                          | Kamarou Fassassi         | PRD-NG                   | 29 494       | 0,98         |             |             |
|                          | Janvier Yahouédéhou      | Ind.                     | 23 054       | 0,77         |             |             |
|                          | Luc Gnacadja             | ENVOL                    | 20 269       | 0,68         |             |             |
|                          | Daniel Tawéma            | FARD                     | 18 125       | 0,60         |             |             |
|                          | Ibrahima Idrissou        | RUND                     | 18 106       | 0,60         |             |             |
|                          | Richard Sènou            | Ind.                     | 15 672       | 0,52         |             |             |
|                          | Soulé Dankoro            | PDB                      | 9 929        | 0,33         |             |             |
|                          | Marie-Elise Gbèdo        | Ind.                     | 9 815        | 0,33         |             |             |
|                          | Célestine Zanou          | Ind.                     | 9 474        | 0,32         |             |             |
|                          | Lionel Agbo              | CAD                      | 9 026        | 0,30         |             |             |
|                          | Zul Kifl Salami          | Ind.                     | 8 538        | 0,28         |             |             |
|                          | Richard Adjaho           | Ind.                     | 7 448        | 0,25         |             |             |
|                          | Gatien Houngbédji        | UDES                     | 6 544        | 0,22         |             |             |
|                          | Adolphe Djimon Hodonou   | Ind.                     | 6 512        | 0,22         |             |             |
|                          | Galiou Soglo             | Ind.                     | 5 243        | 0,17         |             |             |
|                          | Léandre Djagoué          | RDL                      | 4 665        | 0,15         |             |             |
|                          | Marcel Gbaguidi          | Ind.                     | 3 479        | 0,12         |             |             |
|                          | Raphiou Toukourou        | Ind.                     | 3 419        | 0,11         |             |             |
|                          |                          |                          |              |              |             |             |
| Votes valides            | Votes valides            | Votes valides            | 3 002 489    | 93,80        | 2 653 242   | 97,34       |
| Votes blancs et nuls     | Votes blancs et nuls     | Votes blancs et nuls     | 186 777      | 5,84         | 69 564      | 2,56        |
| Votes manquants          | Votes manquants          | Votes manquants          | 11 678       | 0,36         | 2 828       | 0,10        |
| Total                    | Total                    | Total                    | 3 200 944    | 100          | 2 725 634   | 100         |
| Abstention               | Abstention               | Abstention               | 716 921      | 18,30        | 1 193 916   | 30,46       |
| Inscrits / participation | Inscrits / participation | Inscrits / participation | 3 917 865    | 81,70        | 3 919 550   | 69,54       |

 Représentation des résultats du second tour :
| Thomas Boni Yayi (74,60 %) |  |  | Adrien Houngbédji (24,40 %) |
| ▲                          |  |  |                             |
| Majorité absolue           |  |  |                             |

## Suites
L'ambassade américaine à Cotonou se dit « satisfaite du bon déroulement (...) et de la tenue à bonne date » de la consultation (...) malgré les nombreux défis financiers et logistiques ». 
L'Union africaine, par la voix d'Alpha Oumar Konaré « souligne la nécessité pour tous les candidats à l’élection de se conformer aux résultats». Les observateurs de la Communauté économique des États de l'Afrique de l'Ouest, conduits par le Togolais Bitokotipou Yagninim, considèrent que « le scrutin a été libre, juste et démocratique malgré quelques insuffisances qui ne devraient pas être de nature à affecter de manière fondamentale le résultat du scrutin ».
Le président Kérékou, qui avait mis en doute la bonne organisation du scrutin, a limogé le directeur et le secrétaire général de la radio télévision du Bénin, qui ont perdu leur poste pour avoir refusé de passer un film, fruit d'un montage grossier, faisant état du vote massif d'étrangers, afin de justifier la remise en cause du processus électoral. Selon certains observateurs béninois , Kérékou entendrait rester au pouvoir jusqu'en 2008, le temps de confier celui-ci à un homme de son sérail.